# Анхель Мена
Анхель Мена (ісп. Ángel Mena, нар. 21 січня 1988, Гуаякіль) — еквадорський футболіст, нападник клубу «Оренсе» і національної збірної Еквадору.

## Клубна кар'єра
У дорослому футболі дебютував 2007 року виступами за команду клубу «Емелек», в якій провів два сезони, взявши участь у 46 матчах чемпіонату. Більшість часу, проведеного у складі «Емелека», був основним гравцем атакувальної ланки команди.
Протягом 2010 року був орендований клубом «Депортіво Куенка».
До складу клубу «Емелек» повернувся 2011 року. Відтоді протягом шести сезонів відіграв гуаякільську команду ще понад 200 матчів у національному чемпіонаті.
2017 року перебрався до Мексики, де спочатку грав за «Крус Асуль», а за два роки змінив клубну прописку на «Леон». В Клаусурі чемпіонату Мексики 2019 року з 16-ма забитими голами став найкращим бомбардиром турніру.

## Виступи за збірну
2015 року дебютував в офіційних матчах у складі національної збірної Еквадору. Наразі провів у формі головної команди країни 20 матчів, забивши 4 голи.
У складі збірної був учасником Кубка Америки 2016 року у США.
| Дата       | Місто         | Господарі | Результат | Гості     | Турнір            | Голи | Примітки |
| ---------- | ------------- | --------- | --------- | --------- | ----------------- | ---- | -------- |
| 28-3-2015  | Лос-Анджелес  | Мексика   | 1 – 0     | Еквадор   | товариський матч  | -    | 44'      |
| 31-3-2015  | Іст-Ратерфорд | Аргентина | 2 – 1     | Еквадор   | товариський матч  | -    |          |
| 8-10-2015  | Буенос-Айрес  | Аргентина | 0 – 2     | Еквадор   | Відбір до ЧС 2018 | -    | 84'      |
| 12-11-2015 | Кіто          | Еквадор   | 2 – 1     | Уругвай   | Відбір до ЧС 2018 | -    | 90'      |
| 24-3-2016  | Кіто          | Еквадор   | 2 – 2     | Парагвай  | Відбір до ЧС 2018 | 1    | 83'      |
| 29-3-2016  | Барранкілья   | Колумбія  | 3 – 1     | Еквадор   | Відбір до ЧС 2018 | -    | 75'      |
| 25-5-2016  | Фриско        | США       | 1 – 0     | Еквадор   | товариський матч  | -    | 45'      |
| 11-10-2016 | Ла-Пас        | Болівія   | 2 – 2     | Еквадор   | Відбір до ЧС 2018 | -    | 72'      |
| 23-3-2017  | Асунсьйон     | Парагвай  | 2 – 1     | Еквадор   | Відбір до ЧС 2018 | -    | 88'      |
| 28-3-2017  | Кіто          | Еквадор   | 0 – 2     | Колумбія  | Відбір до ЧС 2018 | -    | 58'      |
| 8-6-2017   | Бока-Ратон    | Еквадор   | 1 – 1     | Венесуела | товариський матч  | -    | 73'      |
| 13-6-2017  | Гаррісон      | Сальвадор | 0 – 3     | Еквадор   | товариський матч  | -    | 63'      |
| Усього     |               | Матчів    | 12        |           | Голів             | 1    |          |

## Титули і досягнення
- Чемпіон Еквадору: 2013, 2014, 2015
- Переможець Ліги чемпіонів КОНКАКАФ: 2023